# توپونوم
توپونوم (به انگلیسی: Toponome)، کد شبکه فضایی پروتئین‌ها و دیگر مولکول‌های زیستی در سلول‌ها و بافت‌های دست‌نخورده ریخت‌شناختی است. نقشه‌برداری و رمزگشایی آن توسط میکروسکوپ چرخه‌ای تصویربرداری (ICM) در محل انجام می‌شود که می‌تواند هزاران ابرمولکول را در یک نمونه (بخش بافت یا نمونه سلولی با وضوح درون‌سلولی بالا) نقشه‌برداری کند. اصطلاح "توپونوم" از نام‌های یونان باستان "topos" (τόπος به معنی "مکان، موقعیت") و "nomos" (νόμος: "قانون") مشتق شده‌است و اصطلاح " toponomics " به مطالعه توپونوم اشاره دارد. این عنوان توسط والتر شوبرت در سال ۲۰۰۳ شناخته شد. به این واقعیت می‌پردازد که شبکه مولکول‌های زیستی در سلول‌ها و بافت‌ها از قوانین توپولوژی پیروی می‌کند که اقدامات هماهنگ را امکان‌پذیر می‌کند. به عنوان مثال، توپونوم سطح سلول کد برهمکنش پروتئین فضایی را برای اجرای یک حرکت سلولی، یک «کد رفتار» ارائه می‌کند. این امر به‌طور ذاتی به آرایش فضایی خاص ترکیب‌های مشابه و نامشابه ابرمولکول‌ها (دوره ترکیبی) با نظم مکانی خاص در امتداد غشای سطح سلولی بستگی دارد. زمانی که سلول سعی می‌کند تا از حالت کروی وارد حالت اکتشافی شود، این نظم مکانی به صورت دوره‌ای تکرار می‌شود. این کد توپونوم فضایی به صورت سلسله‌مراتبی با بیومولکول‌(های) زیستی سرب، مولکول‌(های) بیومولکول‌(های) ضدهمسویی (پنهان) و مولکول‌های واژگانی که به‌طور متغیر با مولکول‌(های) زیستی سرب مرتبط هستند، سازماندهی شده‌است. نشان داده شده‌است که مهار مولکول‌(های) سرب در غشای سطحی سبب جداسازی شبکه بیومولکولی مربوط و از دست دادن کارکرد می‌شود.